# Skulpturenpark Katzow

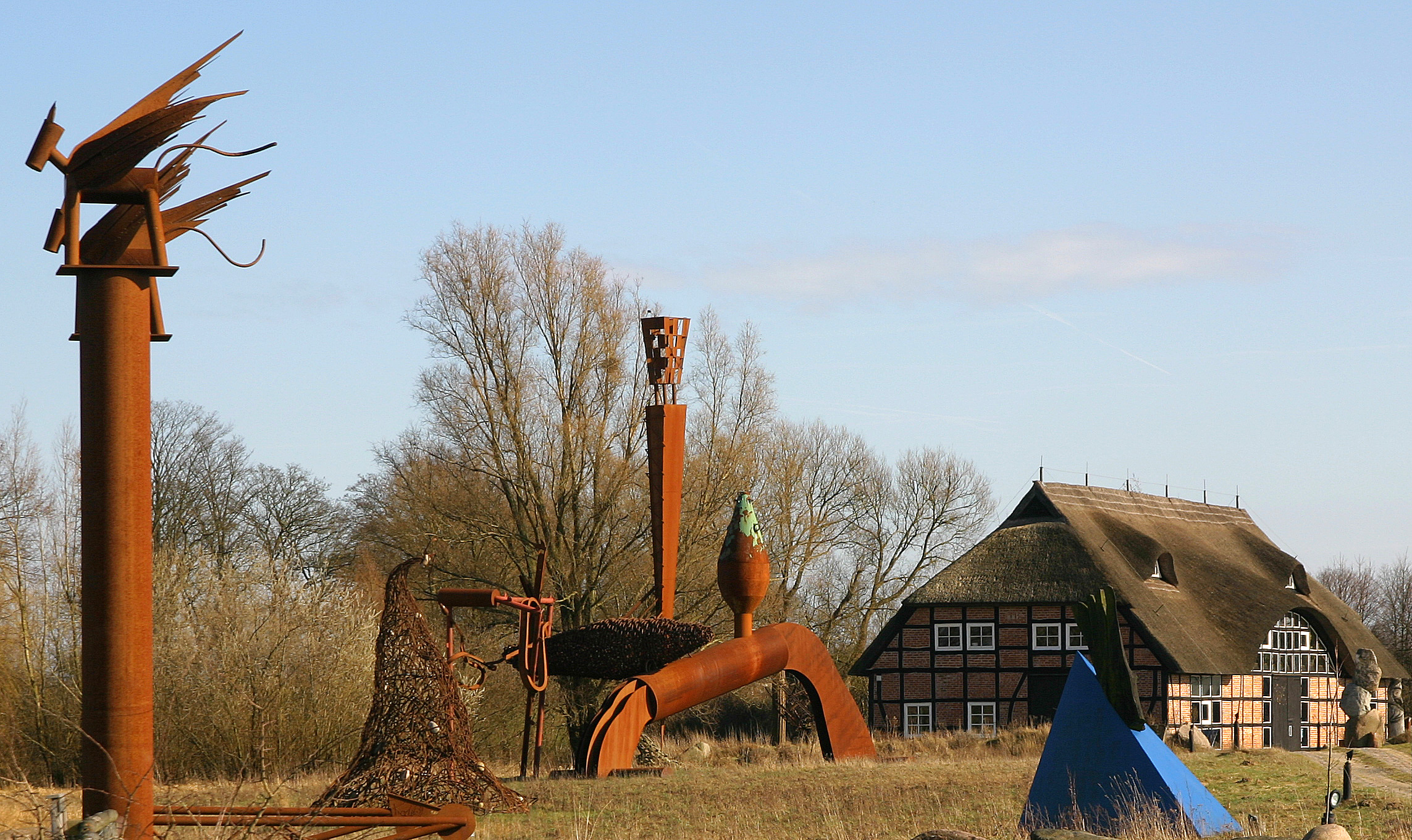
Skulpturenpark Katzow – Eingang und „Kunstscheune“

Der Skulpturenpark Katzow ist mit über 100 Skulpturen auf einer Fläche von 20 ha einer der größten in Europa. Er befindet sich etwas außerhalb von Katzow im Landkreis Vorpommern-Greifswald.
Skulpturen von fast 100 Künstlern aus 23 Ländern, stehen hier in der vorpommerschen Landschaft zwischen Greifswald und Wolgast. Das vorwiegende Material ist Holz und Stahl. Die Skulpturen haben teilweise ein Eigengewicht von 20 t und erreichen eine Höhe von 18 m. Damit bilden sie einen Gegensatz zur weiten Landschaft, in der sie stehen.

## Geschichte
Gründer des Skulpturenparks Katzow ist der Bildhauer Thomas Radeloff (* 1955), der 1991 seine ersten Drei Figuren auf die Wiese stellte. 1992 fand der 1. Internationale Bildhauerworkshop statt, der von nun an Programm wurde und den Skulpturenpark jährlich um mehrere Skulpturen in- und ausländischer Künstler bereicherte. 1993 wurde der Förderverein Skulpturenpark Katzow e. V. gegründet und 1994 mit dem Bau der Kunstscheune begonnen, die 1995 mit der Abschlussausstellung des Kultursommers Mecklenburg-Vorpommern eingeweiht wurde.
Die Kunstscheune des Skulpturenparks Katzow entstand aus einer rund 20 km vom Ort entfernten Scheune. Diese wurde abgebaut und in Katzow als Fachwerkbau bis 1997 neu errichtet. Durch die Verwendung der Eichenbalken sowie der vorhandenen Mauersteine blieb ihre Urtümlichkeit erhalten. Als Werkstatt für den Bildhauerworkshop und Ausstellungshalle geplant, wurden die Dimensionen dem neuen Zweck gemäß, verändert. So verfügt die Kunstscheune unter anderem über 600 m² Ausstellungsfläche, eine Werkstatt, eine hallenartige Galerie mit offenem Dachstuhl, in der im Jahr fünf Ausstellungen stattfanden. Hinzu kamen ein Galerie-Café mit Künstlerbibliothek sowie ein Shop. Es gibt vier von Künstlern gestaltete Gästezimmer, u. a. von Klaus Duschat und David Lee Thompson. Vor der Kunstscheune steht das Grosse TAM TAM von Joseph Bongmene.
Der jährlich stattfindende Internationale Bildhauerworkshop machte den Skulpturenpark Katzow über die Landesgrenzen bekannt. 1996 war in Skulpture, einer amerikanischen Kunstzeitschrift für Skulpturen, der Skulpturenpark Katzow unter den acht deutschen erwähnten Skulpturenparks, als einziger mit einer Abbildung bedacht worden. Die Künstler kamen aus Taiwan, USA, Peru und von der südpazifischen Insel Vanuatu nach Katzow. 2012 wurde die Ausstellungstätigkeit nach über 130 Ausstellungen aus personellen und finanziellen Gründen beendet. Dennoch fand ein Jahr später der 20. internationale Bildhauerworkshop statt. Während das Café im Jahr 2018 geschlossen ist, steht der Park den Besuchern nach wie vor zur Verfügung. Die Kunstscheune kann für Übernachtungen gebucht werden.

## Internationaler Bildhauerworkshop

Emil Popow (Bulgarien): Kolonne Stahl/Holz, 1. BHW (1991)
David Lee Thompson (USA): Pforte der Wahrnehmung Stahl (1991)
Peter Szanyi (Ungarn): Linien im Raum – Stahl, hinten: Tsan-Hsing Kao (Taiwan), Blauer Himmel, grüne Wiesen und hohe Künstlerlandschaft 3. BHW (1994)
Joseph Bongmene (Vanuatu): Grosses TAM TAM – Holz (und Kunstscheune), 4. BHW (1995)
Tomasz Boncza-Ozdowski (Norwegen): Kathedrale Stahl, 5. BHW (1996)
Tim Curtis (USA): Homage to Katzow Schilf, 7. BHW (1998)
Werktor Gruppe: Citizen Brain Stahl
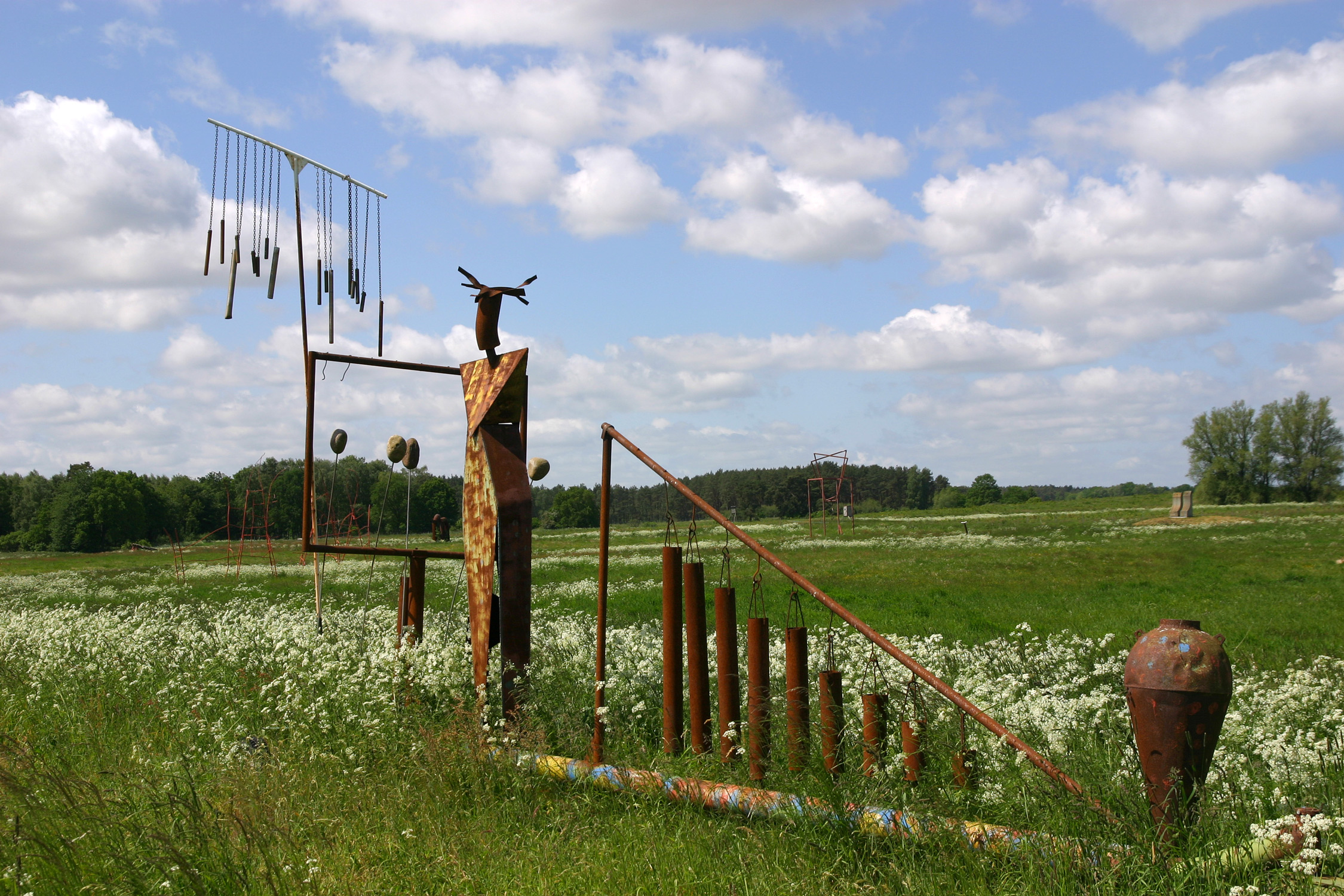
Thomas Radeloff, Jan Koblasa: Klapperwagen/Windspiel Stahl, Dirk Wunderlich Vor und zurück Holz/Stahl,
Michael Hischer: Mobile Stahl/Alu, 12. BHW (2005)
Heinrich Knopf: Individuum 7 0160138/Individuum 7 0160137 Stahl, 14. BHW (2007)
Uwe Schloen: Torre Holz/Blei, 15. BHW (2008)
Ullrich Barnickel: Wir sind doch alle Neger Stahl, 16. BHW, Stuart Morris (USA), Negotiating Mamory Stahl, 15. BHW, Liz Mields-Kratochwil, Quadrat-Wolke 13. BHW